# Памятник Сергею Образцову
Па́мятник Серге́ю Образцо́ву — памятник советскому и российскому актёру, режиссёру, публицисту, театральному деятелю Сергею Образцову. Установлен в 2006 году возле Центрального академического кукольного театра. Открытие приурочили к двум датам — 105-летию со дня рождения мастера и 75-летию театра. В торжественной церемонии приняли участие заместитель министра культуры Андрей Бусыгин, руководитель Роскультуры Михаил Швыдкой, советник Президента Российской Федерации Сергей Николаевич Самойлов, первый заместитель мэра Москвы Людмила Швецова, председатель Комитета Государственной думы по культуре Иосиф Кобзон, кинорежиссёр Евгений Герасимов и другие деятели искусств, представители общественности.
Скульптура была создана в 2001 году Александром Белашовым на средства театра. Его дирекция в 2004-м подала прошение о возведении монумента. Распоряжение об установке было подписано в том же году, однако памятник установили лишь два года спустя. Изготовление архитектурных гранитных деталей, выполнение строительных работ и благоустройство прилегающей территории оплачивалось из бюджета города.
Скульптура выполнена по образцу фарфоровой фигурки, созданной в середине прошлого века скульптором Ильёй Слонимом. Бронзовый памятник, установленный на гранитный постамент, изображает режиссёра в полный рост. Он держит в руках куклу Кармен — героиню его любимого концертного номера из спектакля «Необыкновенный концерт».